# Bošany
Bošany (deutsch Boschan, ungarisch Bossány) ist eine Gemeinde in der Westslowakei.

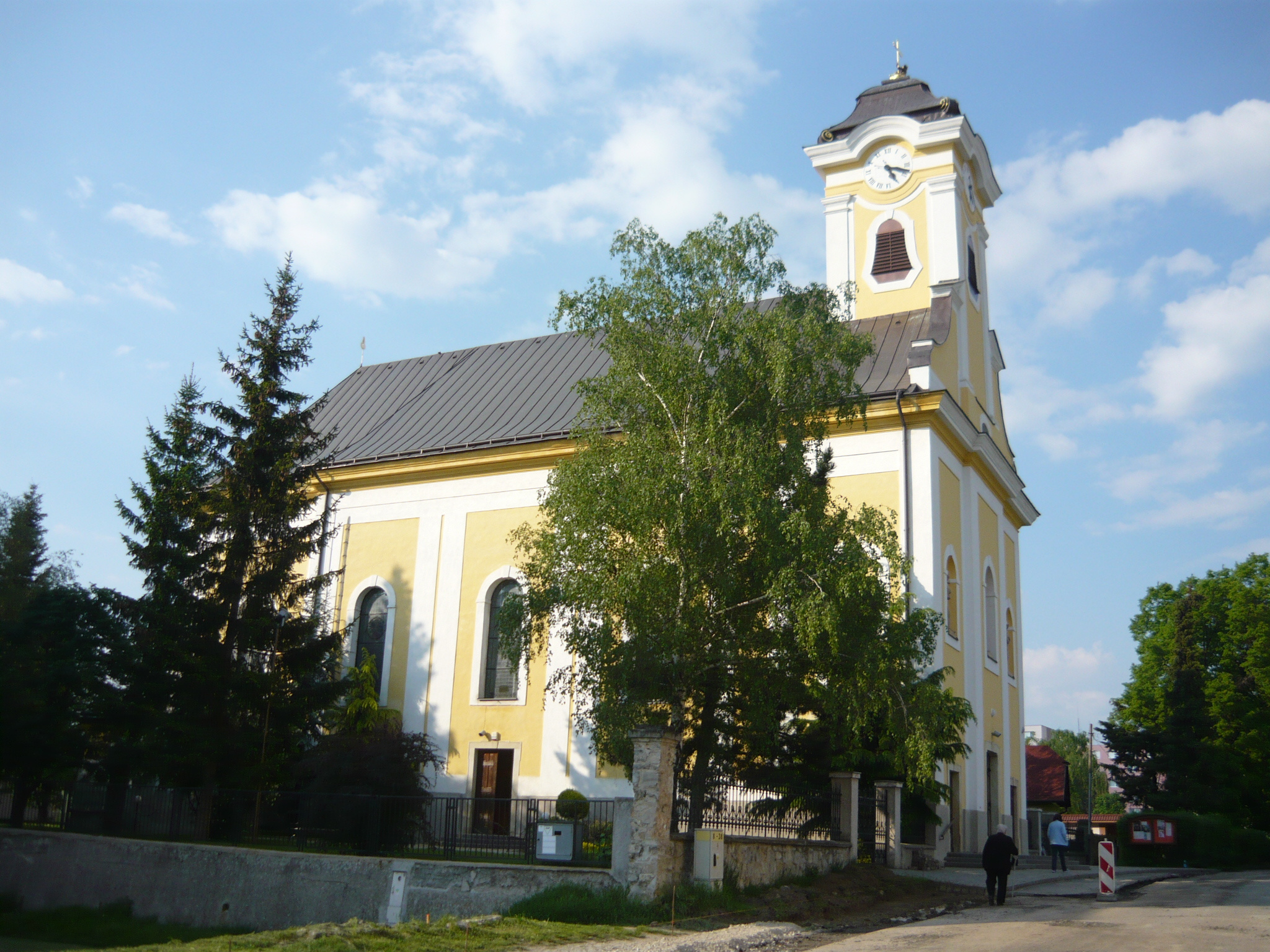

## Geographie
Das Dorf liegt auf im Donauhügelland am Fuße des Tribeč am Ufer der Nitra. Nächstgelegene Städte sind Topoľčany (7 km entfernt) und Partizánske (12 km entfernt).
Zur Gemeinde gehört neben dem heutigen Hauptort, der sich noch in Malé Bošany und Veľké Bošany unterteilt, auch der 1960 eingemeindete und südwestlich gelegene Ort Baštín.

## Geschichte
Der Ort wurde 1183 erstmals als Bossan erwähnt. Die heutige Gemeinde entstand 1924 durch den Zusammenschluss der Orte Malé Bošany und Veľké Bošany.

## Bevölkerung
| Jahr                | 1994 | 2004    | 2014    | 2024    |
| ------------------- | ---- | ------- | ------- | ------- |
| Anzahl der Personen | 4281 | 4298    | 4104    | 3989    |
| Unterschied         |      | +0,39 % | −4,51 % | −2,80 % |

| Jahr                | 2023 | 2024    |
| ------------------- | ---- | ------- |
| Anzahl der Personen | 3985 | 3989    |
| Unterschied         |      | +0,10 % |

## Persönlichkeiten
- Ján Chryzostom Korec (1924–2015), slowakischer Bischof (1951) und Kardinal (1991), Bischof von Nitra von 1990 bis 2005